# Lytocarpia canepa
Lytocarpia canepa är en nässeldjursart som först beskrevs av Blanco och Bellusci de Miralles 1971.  Lytocarpia canepa ingår i släktet Lytocarpia och familjen Aglaopheniidae. Inga underarter finns listade i Catalogue of Life.